# Saint-Firmin, Hautes-Alpes
Saint-Firmin je naselje in občina v jugovzhodnem francoskem departmaju Hautes-Alpes regije Provansa-Alpe-Azurna obala. Leta 2006 je naselje imelo 438 prebivalcev.

## Geografija
Kraj leži v pokrajini Daufineji ob potoku Séveraisse; slednji je zajezen za potrebe lokalne hidroelektrarne; 32 km severno od središča departmaja Gapa. Na hribu na izhodu iz doline Valgaudémar se nahaja istoimenska srednjeveška trdnjava.

## Administracija
Saint-Firmin je sedež istoimenskega kantona, v katerega so poleg njegove vključene še občine Aspres-lès-Corps, Chauffayer, Le Glaizil, La Chapelle-en-Valgaudémar, Saint-Jacques-en-Valgodemard, Saint-Maurice-en-Valgodemard in Villar-Loubière s 1.565 prebivalci.
Kanton je sestavni del okrožja Gap.